# جو لوسي
جو لوسي (بالإنجليزية: Joe Lucy)‏ مواليد 02 فبراير 1930 في لندن، إنجلترا - الوفاة 21 يوليو 1991، كان ملاكم محترف إنجليزي صنّف ضمن فئة الوزن الخفيف.

## إحصائيات
خاض خلال مسيرته 37 نزالا، فاز في 27 وخسر في 10. فاز بالضربة القاضية في 8 نزالات.

## روابط خارجية
- جو لوسي على موقع بوكس ريك (الإنجليزية) (registration required)